# Herrestads och Ljunits häraders valkrets
Herrestads och Ljunits häraders valkrets var i riksdagsvalen till andra kammaren 1866–1887 en egen valkrets med ett mandat. Valkretsen avskaffades inför valet 1890, då området tillsammans med Vemmenhögs härad bildade Vemmenhögs, Ljunits och Herrestads domsagas valkrets.

## Riksdagsmän
- Arvid Posse, lmp (1867–1881)
- Hans Andersson, lmp 1882–1887, gamla lmp 1888–1890 (1882–1890)